# Vastse-Kuuste
Vastse-Kuuste è un comune rurale dell'Estonia sudorientale, nella contea di Põlvamaa. Il centro amministrativo è l'omonimo borgo (in estone alevik).

## Località
Oltre al capoluogo, il comune comprende 10 località (in estone küla):
Karilatsi, Kiidjärve, Koorvere, Leevijõe, Logina, Lootvina, Padari, Popsiküla, Valgemetsa, Vooreküla